# Sabina Zorec
Sabina Zorec, socialna delavka, pionirka na področju dela z zapornicami in aktivnimi uporabnicami nedovoljenih drog, * 10. avgust 1979, Ptuj.
Sabina Zorec je že v času študija na Fakulteti za socialno delo je v letu 2002 opravljala prakso v takratni Aids fundaciji Robert – Projekt Stigma. Tako so se začeli prvi koraki na področju zmanjševanja škode pri delu z odvisniki od nedovoljenih drog. Takoj po opravljeni praksi je nadaljevala s prostovoljnim delom na Društvu Stigma in se vključila v izvajanje svetovalnega dela v Zavodu za prestajanje kazni zapora Ig. Osnovni namen dela z obsojenimi osebami je bil prispevati k izboljšanju položaja oseb na prestajanju kazni zapora in zagotoviti ustrezno pomoč pri resocializaciji in reintegraciji po odpustu iz Zavoda za prestajanje kazni zapora.
2008 je dobila s strani Ministrstva za pravosodje pohvalo za dosežke pri sodelovanju na področju kazenskih sankcij.
V okviru dela z ženskami, uživalkami nedovoljenih drog, ki so se bile na prestajanju kazni zapora, se je pokazala potreba po varnem prostoru, saj se ženske po prestani kazni niso imele kam obrniti, zato so se večinoma znašle na ulici ali v zlorabljajočih odnosih. Potreba po varnem prostoru se je pokazala tudi pri ženskah, ki so se vključevale na terenu in v dnevnih centrih Društva Stigma (nasilje v družini, partnerskih ali zvodniških odnosih ali na ulici).
2010 je kot pionirka dela z zapornicami in aktivnimi uporabnicami nedovoljenih drog, soustanovila in sooblikovala prvo varno hiše za ženske, uživalke nedovoljenih drog. Varna hiša je nizkopražni program znotraj Društva Stigma, kar pomeni, da abstinenca ni pogoj za vstop v varno hišo. Predstavlja edini tovrstni socialnovarstveni program ne le v državi, pač pa tudi širše v Evropi.
"Posebnosti programa sta dve: da je 24-urni in da ne zahtevamo abstinence, ampak sledimo filozofiji, da je treba človeku nekaj dati, preden mu nekaj odvzameš. Ko se zmanjša konzum, se zmanjšajo prostitucija, prestopništvo, vrnitve v nasilne odnose, nekatere se vpišejo v šolo."
2019 - Predsednica Društva Narcotics Anonymous Slovenija NA Slovenija
Leta 2020 je prejela nagrado WOW v Sloveniji, kot pionirka dela z zapornicami in aktivnimi uporabnicami nedovoljenih drog.